# Carmen Delgado Vicente
Carmen Delgado Vicente (Villavieja de Yeltes, 1899 - Alburquerque, septiembre 1936) fue una maestra republicana española vinculada a la Institución Libre de Enseñanza, que fue asesinada por el ejército franquista en los inicios de la guerra civil española.

## Biografía
Nació en la provincia de Salamanca. Ocupó la plaza de maestra de párvulos en la escuela municipal La Tahona en Alburquerque (Badajoz). Estaba casada con el maestro Francisco Fernández Bravo y tenían un hijo y un sobrino huérfano que cuidaban como propio. 
Vinculada a la Institución Libre de Enseñanza, luchó por la mejora de las condiciones de vida y la erradicación del analfabetismo de los jornaleros. Junto con su marido y Felipe Mesía Carballo, maestro y político socialista, tuvo un papel relevante en la creación de la escuela de adultos, las cantinas escolares y la gestión de la biblioteca que las Misiones Pedagógicas hicieron llegar al municipio. 
Tras la victoria de la derecha en las elecciones generales españolas de 1933, por orden del Gobierno Civil, todos los maestros progresistas de la provincia fueron cesados de la docencia y hasta después de las elecciones de 1936, con el triunfo del Frente popular, no fueron readmitidos y citados para reincorporarse al inicio del curso 1936-37. El golpe de Estado del 18 de julio, dio paso a la guerra civil española. La Campaña de Extremadura fue extremadamente rápida y violenta, con episodios como la Masacre de Badajoz. Francisco Fernández, Felipe Mesía y otras personas comprometidas huyeron, Carmen Delgado se quedó y fue detenida junto a la esposa del alcalde, la catalana Serafina Roca y otras personas de izquierdas. Estuvieron retenidas en una sala del ayuntamiento. Fue vejada y paseada (fusilada) por una guerrilla de falangistas procedentes de Valencia de Alcántara. Sus restos y los de cientos de personas fueron tirados a foso de la Mina de Valdihuelo.

## Memoria histórica
En 2018 el colectivo Memoria de Futuro de Alburquerque, dedicó un mural colaborativo a Carmen Delgado y a todas las maestras republicanas represaliadas para trabajar en pro de una sociedad más igualitaria y justa. También solicitó que, en cumplimiento de la Ley de Memoria Histórica, se cambiara el nombre actual de la biblioteca municipal por el de la maestra Carmen Delgado Vicente.